# 筑波書林
筑波書林株式会社（つくばしょりん）は、千葉県松戸市に本社を置く日本の出版社。出版社・著者・読者の三者で作る「ふるさと文庫の会」による、ふるさと文庫全500巻を発行してきた企業である。
株式会社茨城図書の出版部門として創設されて以来、社長の菊田俊男が率いてきたが、2011年（平成23年）より学習塾を営む吉田幸市に経営が引き継がれた。

## 概要
創業当初は地域の記録を残すことを目的とした『ふるさと文庫』を発行していたが、500巻の全シリーズが刊行されて以降は歴史のみならず、自然・福祉・民俗など広範な分野を対象とするようになった。

刊行書籍の流通は直販により、茨城県南地域の主要書店店頭で販売されるほか、地方・小出版流通センターを介した流通も行っている。

現在の本社は千葉県松戸市にあるが、かつては茨城県土浦市港町1-4-12の井上ビルにあり、その後同市東真鍋町1-8や茨城県牛久市、龍ケ崎市を経て、提携先である一般社団法人KAI及び青沼英語塾との業務を効率化をはかるために現住所へ移動した。

### 創業者
創業者は菊田 俊男（きくた としお、1934年8月 - 2010年1月21日）である。菊田俊男は土浦市の農家の長男に生まれ、茨城県立土浦第一高等学校、千葉大学園芸学部を卒業後、農業に従事する傍ら、演劇サークル「桑の実」に参加する。そこで妻のまきと出会い結婚する。1967年（昭和42年）、株式会社ほるぷに入社し東関東事業部次長、茨城事業部長を歴任した。1973年（昭和48年）に同社を退社し、株式会社茨城図書を設立した。

## 歴史
1978年（昭和53年）4月、茨城県土浦市に本社を置く茨城図書の出版部門として設立された。これは茨城・千葉両県を対象として『ふるさと文庫』を発行していた崙書房の経営が厳しくなったことにより、茨城県分の『ふるさと文庫』の出版を引き受けることになったためである。第二次世界大戦前の茨城県から刊行される図書は官公庁発行のものがほとんどで、地域に生きる人々によって書かれた『ふるさと文庫』は意義深いものであった。ふるさと文庫は「ふるさと文庫の会」によって支えられ、設立から15年が経過した1993年（平成5年）に目標の500巻の刊行を達成した。その後は『ふるさと文庫 別冊』として刊行を続け、2002年（平成14年）に1つの区切りが付けられて以降も、出版活動は続けられた。
菊田俊男の生前に筑波書林から出版された書籍は900点余に及んだ。菊田俊男の死後、出版事業は停止したが、2010年（平成22年）秋に事業継続を望む声に押されて、妻の菊田まきが社長に就任して事業を再開した。菊田まきは編集作業の経験があり、営業活動も1度だけ行ったことがあったが、事業の再開には大きな課題が立ちはだかっていた。そのような折に、つくば市の友朋堂書店が2011年（平成23年）1月15日から1か月間、「ふるさと文庫応援フェア」として、応援販売を行った。
その後吉田幸市が事業を引き継ぎ、茨城図書から出版部門のみを切り離して「筑波書林株式会社」を設立、吉田幸市が代表取締役に就任、菊田まきが顧問として経営に参画することになった。筑波書林株式会社は在庫本の引き継ぎと、売り切れたふるさと文庫の再発行を進めるとともに、自費出版の拡充を検討している。

## 主な刊行物
- 茨城地方史研究会 編『茨城史林』 - 定期刊行物[1]
- 堀米喜八郎 編著『茨城の文学碑百選』 - 全4巻[1]

### ふるさと文庫
歴史・地誌・民俗・文学・芸術・思想・宗教・教育・政治・経済・自然・人物・産業の10のジャンルについて「茨城の大地」と「人間」が織りなす種々の事柄を記録したもの。新書版、全500巻。「郷土の百科事典にする」ことが発行当初の目標であった。
地方・小出版流通センターのアンテナショップ「書肆アクセス」ではひるぎ社の『おきなわ文庫』、崙書房の『ふるさと文庫』と並ぶ重要なシリーズであった。全巻発刊を記念して1994年（平成6年）12月30日に『土の薫り-ふるさと文庫完結記念文集-』が刊行された。